# Tarczowiec ryjący
Tarczowiec ryjący, tarczołusk sudański (Broadleysaurus major) – gatunek jaszczurki z rodziny tarczowcowatych (Gerrhosauridae). Występuje w Afryce Subsaharyjskiej. Nie jest zagrożony wyginięciem.

## Taksonomia
Po raz pierwszy tarczowiec ryjący został opisany przez Auguste’a Dumérila w 1851 roku pod nazwą Gerrhosaurus major. Jako miejsce typowe autor wskazał wyspę Zanzibar. W 2013 roku w oparciu o badania filogenetyczne Bates i Tolley przenieśli gatunek do monotypowego rodzaju Broadleysaurus.

## Środowisko
Występuje głównie w Afryce Wschodniej od Sudanu po północny Mozambik. Sporadycznie jaszczurka była też obserwowana w Beninie, Nigerii, Ghanie i Kamerunie. Preferuje teren suchy i kamienisty.

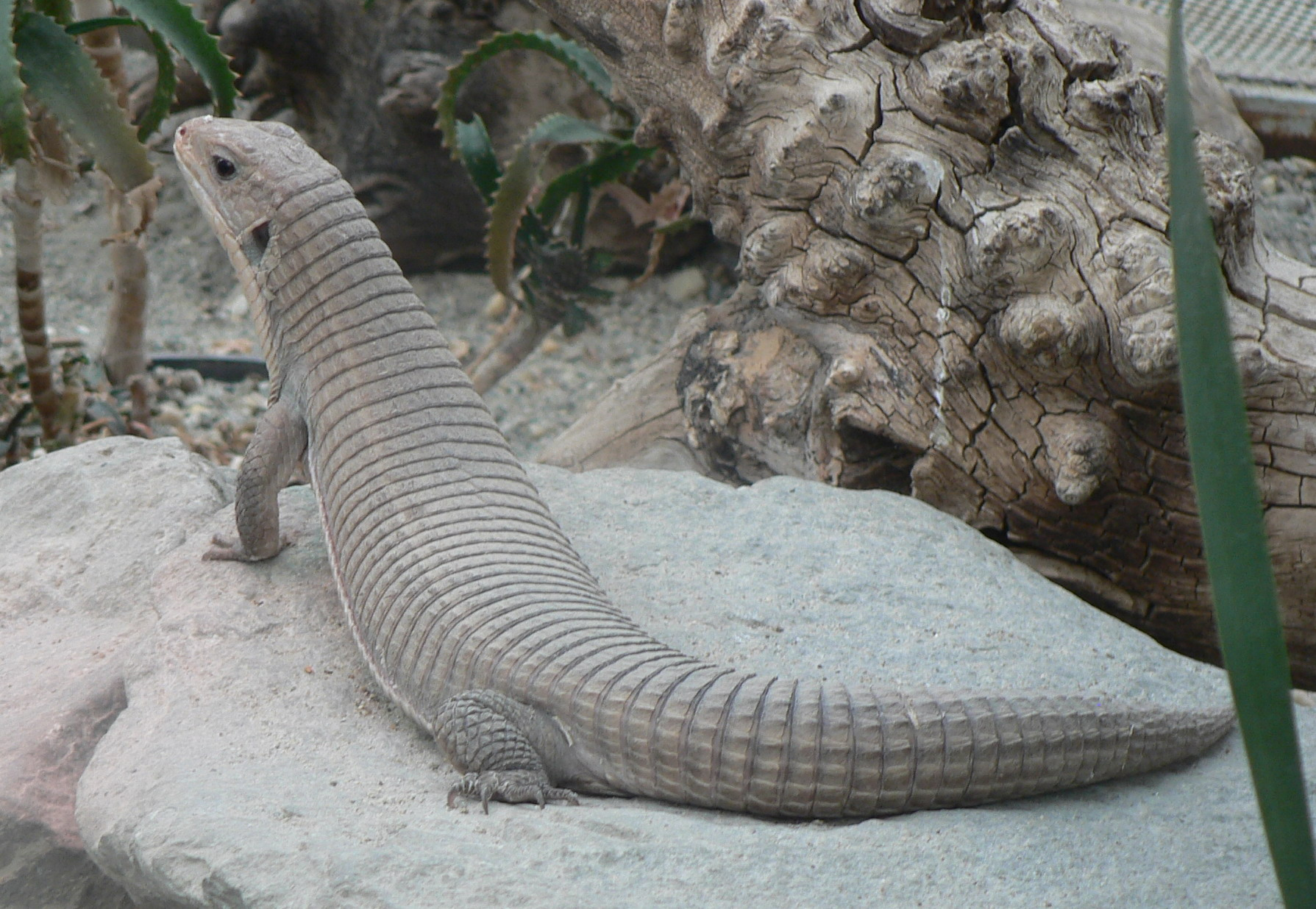

## Opis
Jaszczurkę tę charakteryzuje długi ogon oraz kwadratowe łuski podobne do tarczek. Zwierzę to sprawnie się wspina oraz potrafi szybko biec, podnosząc ogon do góry. Osiąga długość 40–50 cm i masę do 450 g.

## Biologia i ekologia
Żywi się głównie owadami, roślinami oraz mniejszymi ssakami. Gatunek nieinwazyjny. Rozmnażając się składa dwa jaja.
Hodowany w ogrodach zoologicznych i domach.

## Status zagrożenia
W Czerwonej księdze gatunków zagrożonych Międzynarodowej Unii Ochrony Przyrody (IUCN) tarczowiec ryjący został zaliczony do kategorii LC (ang. least concern ‘najmniejszej troski’).